# Some Nights (canção)
"Some Nights" é uma canção da banda indie Fun. pertencente ao álbum Some Nights. A música foi lançada como single em 4 de junho de 2011. A canção foi escrita por Jeff Bhasker, Nate Ruess, André Dost e Jack Antonoff.

## Faixas
| Digital download |               |         |  |
| N.º              | Título        | Duração |  |
| 1.               | "Some Nigths" | 4:37    |  |

## Críticas
Some Nights recebeu críticas positivas, chamando-a de "mais ousada e mais impressionante do que a sua antecessora, aumentando as apostas quando se trata de estilo e substância". No encerramento, ele citou a faixa como uma música que firma Fun como uma das bandas mais interessantes e excitantes novas a surgir nos Estados Unidos nos últimos anos.

## Desempenho e certificações
Some Nights é a segunda música do Fun. a ganhar certificação de platina.
| Tabelas Musicais                  | Desempenho |
| --------------------------------- | ---------- |
| Austrália (ARIA)                  | 1          |
| Áustria Album Chart               | 61         |
| Bélgica Álbum Chart (Fla)         | 1          |
| Bélgica Album Chart (Wal)         | 36         |
| Canadá Album Chart                | 5          |
| Irlanda Album Chart               | 9          |
| Israel Album Chart                | 1          |
| Países Baixos Album Chart         | 24         |
| Países Baixos Album Chart         | 26         |
| Nova Zelândia (Recorded Music NZ) | 1          |
| Suécia Album Chart                | 25         |
| Suíça Album Chart                 | 71         |
| Reino Unido Album Chart           | 47         |
| Billboard Hot 100                 | 3          |
| Mainstream Top 40(Billboard       | 20         |
| Rock Songs (Billboard)            | 3          |
| Alternative Songs (Billboard)     | 1          |
| Adult Pop Songs (Billboard)       | 15         |

| País                  | Certificação | Vendas     |
| --------------------- | ------------ | ---------- |
| Austrália (ARIA)      | 5× platina   | +350,000   |
| Canadá (Music Canada) | 5× platina   | +400,000   |
| Nova Zelândia (RIANZ) | 2× platina   | +30,000    |
| Estados Unidos (RIAA) | 4× platina   | +4,000,000 |